# فولكر بيك (منافس ألعاب قوى)
فولكر بيك (بالألمانية: Volker Beck)‏ (و. 1956  م) هو منافس ألعاب قوى من ألمانيا، وألمانيا الشرقية، ولد في نوردهاوزن، شارك في ألعاب قوى في الألعاب الأولمبية الصيفية 1980 – رجال 400 متر حواجز ‏، وألعاب قوى في الألعاب الأولمبية الصيفية 1980 – رجال 4 × 400 متر تناوب ‏.

## جوائز
حصل على جوائز منها:

وسام الاستحقاق الوطني الفضي

## روابط خارجية
- فولكر بيك على موقع الاتحاد الدولي لألعاب القوى (الإنجليزية)
- فولكر بيك على موقع أوليمبيديا (الإنجليزية)